# Piazza Giuseppe Mazzini (Albano)
Piazza Giuseppe Mazzini è un'importante piazza principale della città di Albano Laziale, in provincia di Roma, nell'area dei Castelli Romani. Questa piazza, anticamente circondata da edifici di una certa monumentalità, è oggi uno dei crocevia stradali più importanti e trafficati dei Castelli Romani.

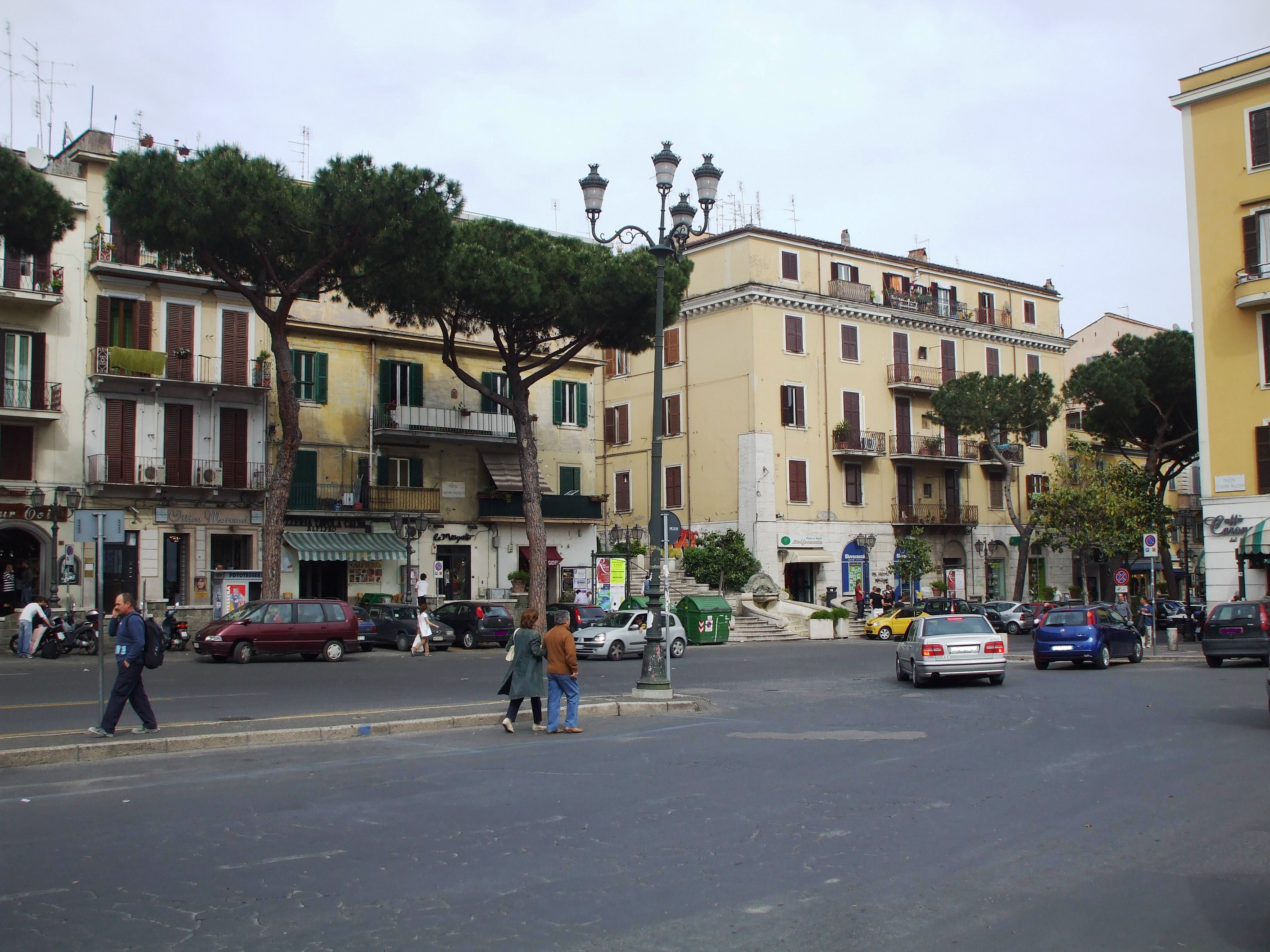
Uno scorcio di piazza Mazzini verso il lato orientale.

La piazza sorge all'ingresso di Albano, nel punto di convergenza tra diverse strade importanti: la Strada statale 7 Via Appia, la Strada statale 216 Maremmana III, la Strada Provinciale 101 Via Olivella e via Cardinal Giovan Battista Altieri. Questa straordinaria importanza fa della piazza un luogo trafficatissimo, e il Comune di Albano ha più volte posto mano all'aspetto della piazza per garantire un maggior scorrimento del traffico: l'ultimo intervento è iniziato nel giugno 2008 con lo studio di fattibilità.
Fino al secondo dopoguerra la piazza praticamente non esisteva: difatti sul lato occidentale verso Villa Doria-Pamphilj sorgeva la palazzina della villa, edificio seicentesco collegato al vasto parco retrostante. Durante la seconda guerra mondiale nella palazzina si installò un reparto della divisione di fanteria "Piacenza", che oppose resistenza ai tedeschi dopo l'8 settembre 1943 venendo completamente massacrata dai nazi-fascisti, come ricorda una lapide apposta nel 1946 nel parco di Villa Doria. Il bombardamento anglo-americano del 1º febbraio 1944 portò la distruzione totale della palazzina di Villa Doria, le cui macerie vennero quindi completamente rimosse creando la piazza come è attualmente conformata.
Dopo la peste del 1656, la popolazione di Albano eresse la Chiesa di San Rocco all'ingresso dell'abitato, ovvero in corrispondenza del lato settentrionale della piazza attuale: la chiesa diede nome alla zona, che prese nome di Borgo San Rocco. Accanto alla chiesa, che già nel Catasto Gregoriano (1816-1870) risultava in rovina, sorgeva Porta Romana o di San Rocco, edificata nel suo ultimo aspetto al tempo di papa Clemente XIV.
Con la costruzione della linea Roma-Albano Laziale-Genzano di Roma delle Tramvie dei Castelli Romani, che ricalcava il percorso della via Appia, la Chiesa di San Rocco e la vicina Porta vennero rase al suolo nel 1908: la lapide collocata sopra la Porta è oggi collocata nell'atrio del piano terra di Palazzo Savelli. Dall'inaugurazione del collegamento tramviario fra Albano, Roma e Genzano, piazza Mazzini fu capolinea importante nelle corse di trasporto pubblico, prima su rotaia e poi su gomma, garantito oggi dal COTRAL e dalle compagnie private AGO e Schiaffini Travel che effettuano fermate piuttosto frequenti nell'importante piazza.

## Nuova segnaletica orizzontale

### Per la rotonda della piazza
Ieri, 21 giugno 2024, sono stati ultimati i lavori di realizzazione di una nuova rotonda e annessa segnaletica orizzontale, per garantire un più ordinato afflusso del traffico proveniente dall'Appia e diretto verso il centro di Albano, e viceversa.
Sono stati realizzati cordoli per incanalare il traffico diretto per le varie uscite della rotonda (diretto e proveniente quindi da: Albano, Castel Gandolfo, e la via Appia) e due piste ciclabili vicine ai marciapiedi dei due sensi di marcia. Sebbene alcuni cittadini si siano già lamentati delle difficoltà a guidare facendo riferimento alla nuova segnaletica orizzontale, il sindaco si è dichiarato fiducioso e ha comunicato ai concittadini che basterà soltanto farci l'abitudine.